# Dorothy Duffy
Dorothy Duffy (* in Douglas Bridge, Nordirland) ist eine nordirische Schauspielerin.

## Leben und Karriere
Dorothy Duffy wurde in dem nordirischen Dorf Douglas Bridge im zum Vereinigten Königreich gehörenden County Tyrone geboren. Sie verbrachte ihre Kindheit aber in Edeninfagh nahe Glenties im benachbarten County Donegal, das zur Republik Irland gehört. Ihre schauspielerische Ausbildung erlangte sie im Jahr 2000 bei einem Sommerkurs an der Central School of Speech and Drama. Später besuchte sie in Paris das International Institute Performing Arts und in London das RADA & The Actors Centre. Ihr Filmdebüt gab Dorothy Duffy 1997 in dem irischen Film Ostan nag Croithe Bhriste. Internationale Bekanntschaft erlangte sie 2002 in ihrer Rolle der Rose/Patricia in dem britisch-irischen Filmdrama Die unbarmherzigen Schwestern, das die Missstände in den von der Katholischen Kirche betriebenen Magdalenenheimen thematisiert. Als Bühnendarstellerin hat Dorothy Duffy Engagements im Londoner Theaterviertel West End. Sie spielte in Episodenrollen einiger auch im deutschsprachigen Raum bekannter Fernsehserien wie Gerichtsmedizinerin Dr. Samantha Ryan mit.
Dorothy Duffy spricht neben ihrer Muttersprache Englisch noch fließend Irisch und mäßig Französisch.

## Filmografie (Auswahl)
- 2002: Die unbarmherzigen Schwestern (The Magdalene Sisters)
- 2002: Gerichtsmedizinerin Dr. Samantha Ryan (Silent Witness) (Fernsehserie, Episodenrollen)
- 2003: Holby City (Fernsehserie, Episodenrolle)
- 2004: Traumata (Trauma)
- 2004: Shoebox Zoo (Fernsehserie, Episodenrollen)
- 2010: Leila
- 2010: Identity (Fernsehserie, Episodenrolle)

## Auszeichnungen
- Strabane & Enniskillen Drama Festival: Auszeichnung als Beste Schauspielerin
- Castleblaney Drama Festival: Auszeichnung als Beste Nebendarstellerin
- Portadown Drama Festival: Auszeichnung als Vielversprechende Nachwuchsdarstellerin
- Enniskillen Drama Festival: Auszeichnung für die Besten Szenen